# François Florent
Pour les articles homonymes, voir Florent.
François Eichholtzer, dit François Florent, né le 30 avril 1937 à Mulhouse et mort le 27 septembre 2021 à Paris 15e, est un homme de théâtre français, fondateur du Cours Florent d'art dramatique à Paris.
En 2008, il évoque sa pédagogie et son parcours personnel dans Cette obscure clarté publié chez Gallimard.

## Biographie

### Jeunesse
François Florent Charles Eichholtzer naît le 30 avril 1937 à Mulhouse,.
Son deuxième prénom (Florent) lui a été attribué en souvenir de son grand père paternel, Florent Eichholtzer. Sa langue maternelle est l’alsacien. Après la débâcle de 1940 et alors que les trois départements de l’Est (Haut-Rhin, Bas-Rhin, Moselle) sont annexés par le Troisième Reich, il fréquente l’école primaire allemande jusqu’à la Libération puis apprend le français à l’école des frères de Mulhouse à partir d’avril 1945, alors qu'il atteint ses 8 ans.
Il obtient un baccalauréat en philosophie en 1955 à Mulhouse puis un certificat propédeutique à la faculté des lettres de Strasbourg (1955-1956), où il est l’élève d’Antoine Bourbon qui l’emploie comme comédien-stagiaire pour ses émissions dramatiques sur Radio Strasbourg et pour ses productions théâtrales destinées aux enfants. Au conservatoire de Strasbourg, dirigé par Fritz Münch, il obtient un premier prix, en juin 1956, dans Le Maître de Santiago de Henry de Montherlant.
François Eichholtzer utilise pour la première fois son futur pseudonyme — composé de ses deux premiers prénoms  François et Florent — à l’occasion du concours d’entrée du centre de la rue Blanche (aujourd’hui École nationale supérieure des arts et techniques du théâtre (ENSATT) où il est accepté en juin 1956 par Jean Meyer, Berthe Bovy, Robert Manuel, Teddy Bilis… dans la première scène de Pyrrhus d’Andromaque de Racine.
Il adopte définitivement l'usage de son nouveau pseudonyme lorsqu'il s'installe à Paris en septembre 1956. 

### Formation
Ainsi en septembre 1956, François Florent intègre le Centre de la Rue Blanche dans la classe de Daniel Lecourtois. Jean Meyer l’engage comme élève à la Comédie-Française pour compléter les importantes distributions de ses deux mises en scène Coriolan et Les Misérables.
Il intègre le Conservatoire national supérieur d'art dramatique à Paris en octobre 1957 où il rencontre René Simon,, fondateur du Cours Simon. À son contact, il découvre que sa véritable vocation est la transmission de l'art dramatique. Au programme de son concours d’entrée (octobre 1957) : 1er tour : Sévère de Polyeucte, 2e tour : Xipharès de Mithridate, 3e tour : à nouveau Xipharès et Cléante de Tartuffe (scène imposée).
Durant ses trois années au Conservatoire, François Florent ne change pas de professeur principal ; il travaille les cyniques, les nobles désargentés, peu de jeunes premiers, pas les ganaches, jamais les valets. Il suit les cours de Jean Meyer, professeur de la classe d’ensemble et de Philippe Van Tieghem, professeur de littérature théâtrale. Stagiaire à la Comédie-Française (saison 1959/1960) pour des utilités (François du Caprice, Don Alonse du Cid, le laquais du Bourgeois Gentilhomme…) puis le jeune premier du Voyage à Biarritz de Jean Sarment aux côtés de Georges Chamarat et Andrée de Chauveron et continue le métier de comédien :
- matinées classiques : Curiace, Rodrigue, Ruy Blas, Valère de L’Avare
- opéras/opérettes : Le récitant des Indes Galantes à l’Opéra de Paris, Paganini de Lehár, La Térésina d’Oscar Straus, Rose de Noël de Lehár, Vienne chante et danse de Johann Strauss avec Marcel Merkès et Paulette Merval à Mogador et en tournée (sept cent onze représentations)
- concerts : Le récitant de Pierre et le Loup sous la direction de Roberto Benzi
- films : La Salamandre d’or aux côtés de Jean-Claude Pascal, La Gueule de l’autre, L’Année sainte
- pièces : Croque-monsieur de Mithois avec Jacqueline Maillan au Saint-Georges, L'Aiglon avec Vaneck, Dumesnil, Lucien Nat, Renée Saint-Cyr au Châtelet et à Genève (trois cent quatre-vingt-sept représentations)
- mise en scène : Robespierre de J.E. Denis avec Monique Mélinand, Guy Moigne
- conférencier aux Jeunesses musicales de France.

De 1965 à 1970, il est attiré par la mise en scène lyrique. Journaliste à OPERA, il fréquente les festivals (Bayreuth, Munich, Salzbourg), les scènes lyriques européennes, nationales et régionales, écrit un opuscule sur Dietrich Fischer-Dieskau puis est nommé directeur adjoint-metteur en scène au Grand Théâtre de Nancy, où il met en scène Paganini de Lehar, Rêve de valse d’Oscar Strauss et La Vie parisienne de Jacques Offenbach. Il retrouve son cours après une absence de huit mois, début février 1971.

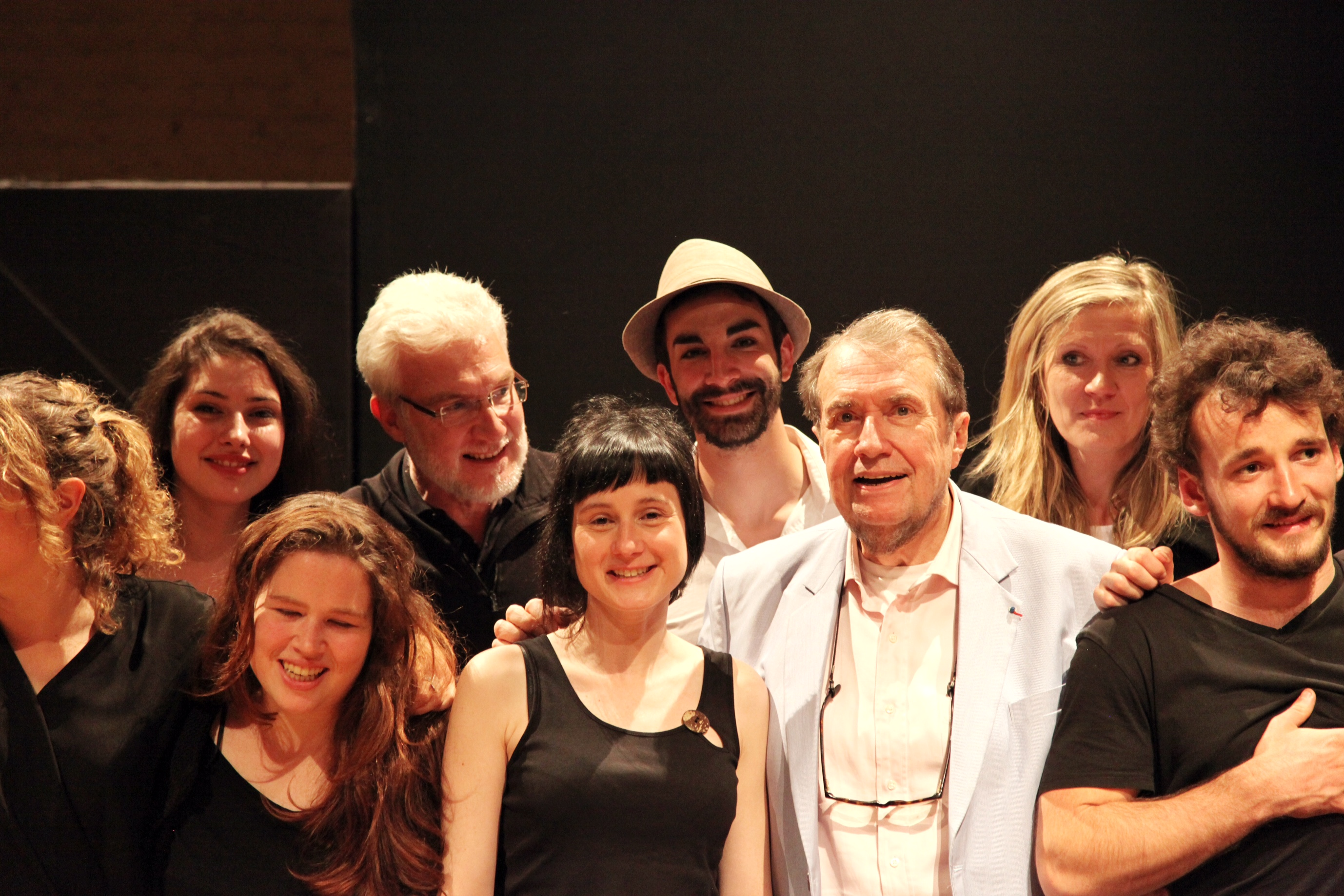
Francois Florent à Bruxelles en 2015.

### Carrière
Il fait travailler Franca Berger, la fille d'Annette Haas-Hamburger pianiste-concertiste (mère de Michel Berger) missionnée par la Mairie de Paris pour créer et diriger le Conservatoire municipal du 17e arrondissement (printemps 1963), qui lui propose le poste de professeur d’art dramatique. Il a pour élèves : Jacques Weber, Francis Huster, Catherine Ferran et Jean-Paul Roussillon. La Mairie de Paris organise annuellement des concours inter-conservatoires ; en art dramatique le Conservatoire du 17e gagne le premier prix de 1965 à 1968. À la demande des élèves qui désirent davantage d’heures de cours, Huster vient de réussir le concours d’entrée de l’ENSATT, il loue une salle et met en place une structure administrative, au 38, rue des Saules dans le (18e arrondissement de Paris). Le Cours Florent ouvre ses portes le 7 janvier 1967 avec vingt-huit élèves.

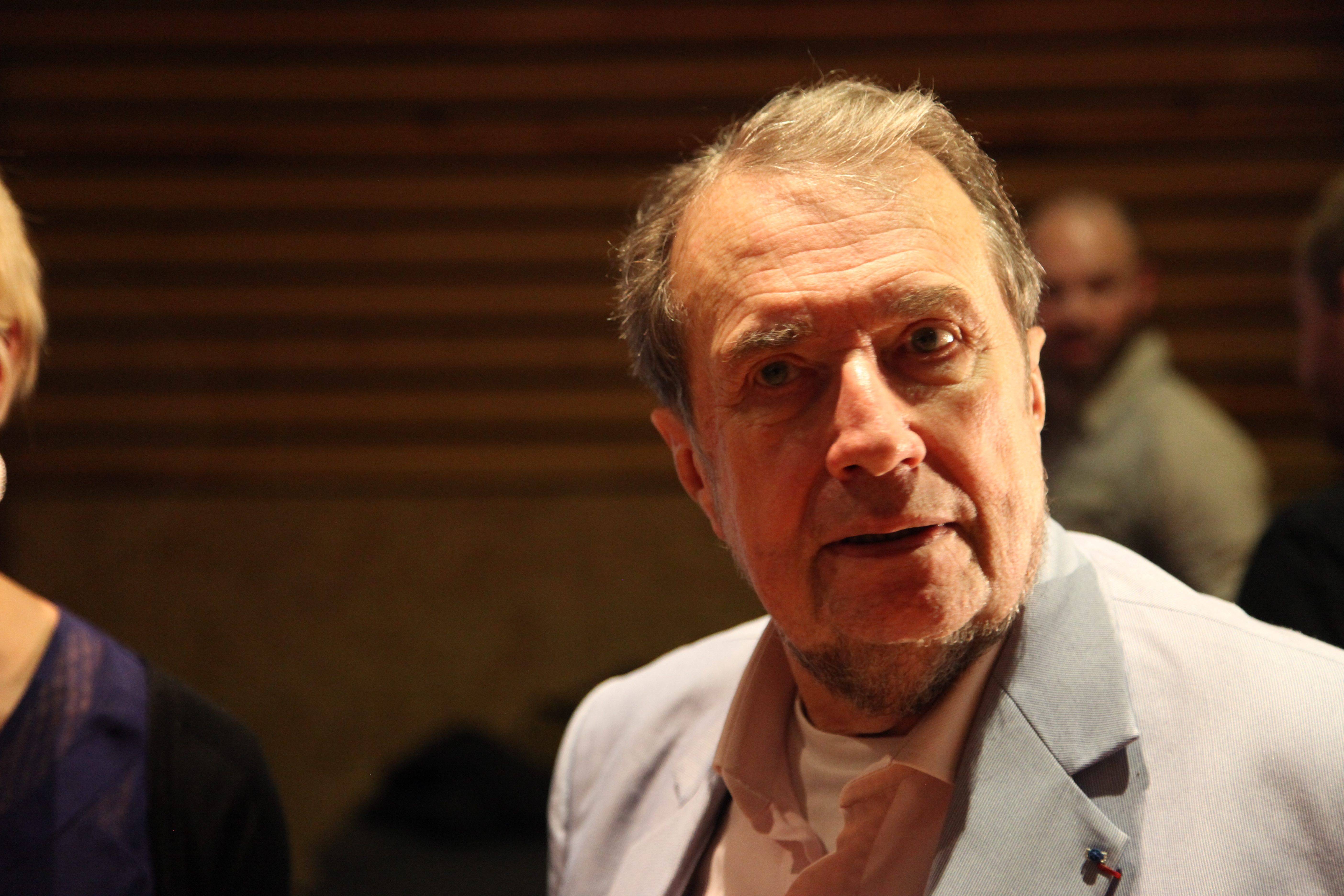
François Florent à Bruxelles en 2015.

La grande majorité vient de la classe du Conservatoire du 17e qui continue le mardi. Florent reste titulaire de ce poste jusqu’en 1979, malgré plusieurs congés ; il en démissionne quand Jean-Laurent Cochet devient inspecteur pour l’art dramatique des Conservatoires municipaux de la Ville de Paris. Il est titulaire du poste du Conservatoire de Puteaux (directeur M. Marcel Féru) où il a comme élèves Daniel Martin, Jean-Pierre Jacovella et enseigne également au Conservatoire municipal du 20e arrondissement de Paris.
La mort de René Simon, l’appel pressant de Francis Huster qui joue Jacques le Fataliste et l'appel de Robert Hossein, en septembre 1971, pour enseigner à Reims, puis en septembre 1972 pour diriger le Théâtre-École de Reims, le conduisent à louer le Studio 18 à quelques pas du Métro Lamarck-Caulaincourt (janvier 1967/juin 1971). De septembre 1971 à juin 1976, le Cours loue son studio de danse de la rue Rodier dans le IXe, puis le 1er juillet 1976 au 35, quai d'Anjou dans le 4e : un secrétariat, un grenier, un réduit pour bureau directorial, une minuscule régie, et deux salles nommées Beaumarchais et René-Simon. À l'automne 1979, aiguillonné par Francis Huster, il crée un cursus gratuit : la Classe Libre. Le concours d'entrée annuel sélectif rassemble candidats extérieurs et élèves comédiens.

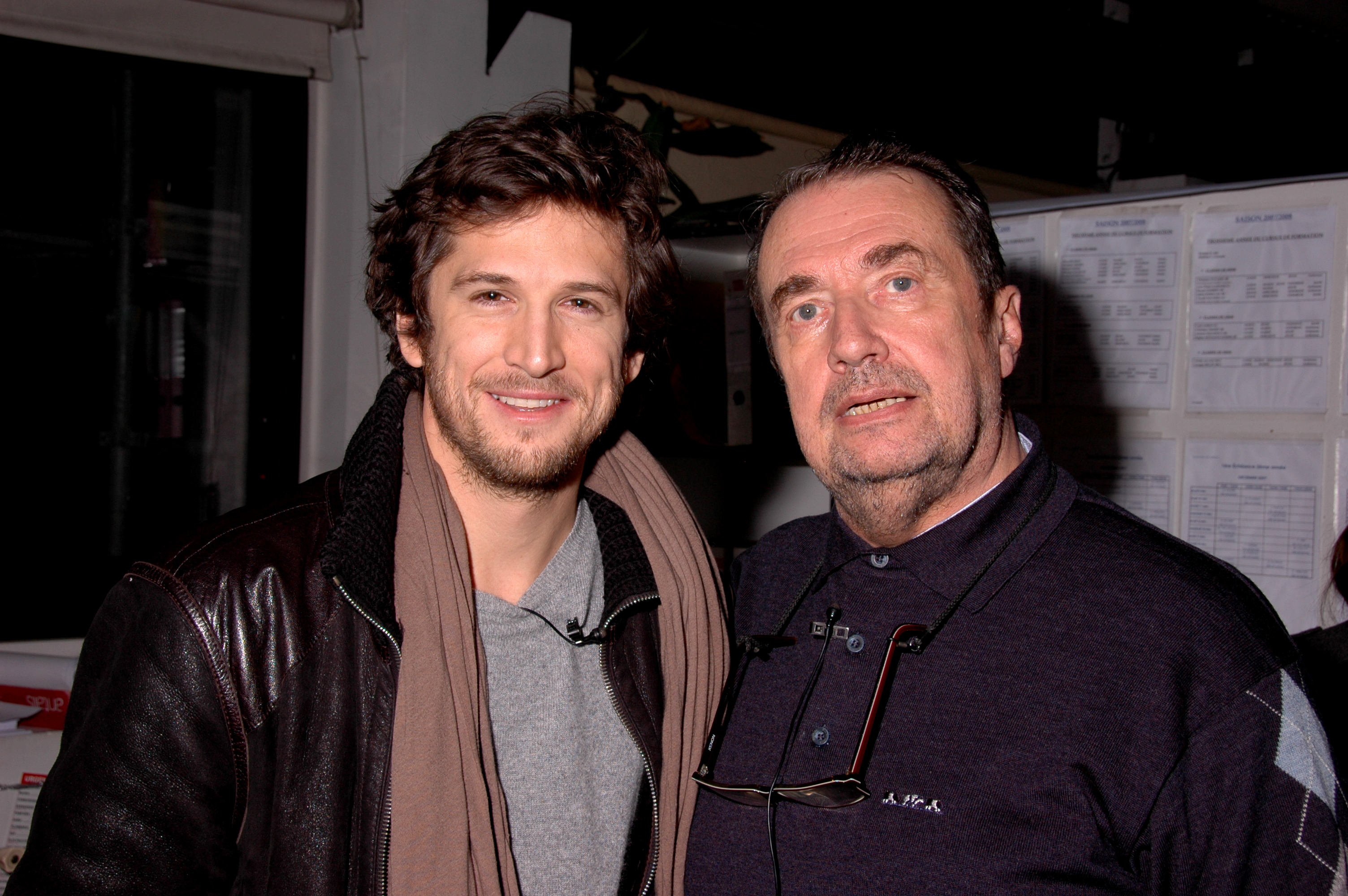
François Florent et Guillaume Canet.

En juillet 1985, en plus du Quai d'Anjou, le Cours Florent acquiert l'immeuble du 40, rue Mathis (19e), où il crée les salles Pierre-Dux, Michèle-Morgan, Francis-Huster, Jacques-Weber, Pierre-Romans et Arletty[style à revoir]. Il quitte le quai d'Anjou, en 2002, pour le 37-39, avenue Jean-Jaurès (19e), siège social actuel, avec les salles Dominique Blanc, Gad Elmaleh, Agnès Jaoui, Isabelle Adjani et Daniel Auteuil, puis un troisième lieu, 44, rue Archereau (19e), avec trois salles : Sacha-Guitry, Jean-Cocteau, Henri-Georges - Clouzot, et une grande salle Max-Ophüls.

## Création de prix
François Florent a créé plusieurs prix :
- Le prix Olga-Horstig qui depuis 2002, récompense chaque saison par vote de professionnels du spectacle le meilleur acteur et la meilleure actrice de l'école.
- Les prix François-Florent (2010), remis à des personnalités qui se sont illustrées dans le monde de la pédagogie et de l'art dramatique en France comme à l'étranger.
- Les prix François-Florent International, décernés chaque saison au meilleur acteur et la meilleure actrice de l'école s'exprimant sur scène dans une langue étrangère.

## Distinctions

### Décorations
- Chevalier de la Légion d'honneur (décret du 25 mars 2005[8])
- Commandeur de l'ordre national du Mérite (décret du 15 mai 2009[9])

### Récompenses
- Prix Guy Ourisson de Fond’Action Alsace[10] des mains de Philippe Richert, président de la Région Alsace, en octobre 2012
- Médaille d’argent de la Ville de Paris remise par Jacques Féron, maire du 19e arrondissement, en 1990
- Médaille de la Culture de la Ville de Mulhouse des mains de Jean Rottner, maire de Mulhouse, en juin 2013

## Hommages
L’école élémentaire de Soppe-le-haut (Haut-Rhin) porte son nom.

### Documentaire
- François Florent, une journée particulière (2017). Réalisation : Frédéric Andréi. Co-produit par 17/23 Productions, Ciné+ et CNC.